# خبز فلزي
 خبز فَلَزي أو باختصار فلزي فقط هو نوع من الخُبز المحلى عادة ما تستخدم لوجبة الفطور، وهو أقراص خُبزت على قرص حديدي يسمى «التاوة» تراعى السرعة في تحضيره حتى لا يحترق حتى ينضج.
في بعض دول الخليج العربي هي أكلة شعبية مشهورة، وكذلك في جنوب غرب في جنوب إيران. قد تسمى باسماء متشابهة مثل: "فلزي"، "فليزي"، "فَلزنگ"، "خبز الفلزين"، "نان فلزی". في السابق كانت تخبز بنار الحطب. اشتهرت القرى في الساحل الشرقي للخليج العربي بإعداد هذا الخبز خصوصًا قرى «بر فارس». وبعض مناطق الخليج ويعد من طحين حبوب القمح والشعير.

## استخداماته
يمكن أكل هذا القرص وحده أو اضافته إلى أطباق معينة. كما يفضل الكثيرون تناوله مباشرة بعد إضافة بعض المكونات عليه أثناء الخبز مثل خلطة البيض أو«المهياوة» أو الجبن. يفضل اكله بالمهياوة وقليل من الزيت بالأضافة إلى بعض الخضروات مثل: البصل الأخضر والبَربير (فَرقُو) واليمون الأخضر العماني.

## معلومات إضافية
يخبز (خبز فَلَزي) بكمية كبيرة، خصوصاًَ في الصباح الباكر لغرض الفطور (رُيُوق)، ويفضل اكله ساخناً (حاراً) يحتوي كل 100 جرام منه 17 سعرة حرارية.

## مكونات ومقادير
- كوبين ونصف طحين.
- كوب ونصف ماء.
- ملعقة صغيرة ملح.

يخلط الطحين مع الملح ثم يوضع الماء وتعجن حتى تصبح عجينة متماسكة ولا تلتصق باليد، ثم تترك لبرهة من الزمن، ثم تقطع العجينة وتكور كرات متوسطة، ثم يرش القليل من الطحين مكان فرد العجينة (كي لا تلتصق عليه) ثم تفرد العجينة حتى تصبح رقيقة جدا (كل ما رقيناها أكثر كانت الذ واخف). ثم توضع الخبزات في مكان مستوي ومرشوش بالطحين حتى لا تلتصق الخبزات مع بعضها، بعدما تفرد العجينة تجهز الخلطات اللي ترش فوق الخبز مثل المهياوة، البيض، الدهن.

## التاوة والمقلاء
ثم تجهز «التاوة» أو مقلاة إذا لم تتوفر التاوة، وتضع التاوة على النار حتى تحمى وتصبح ساخنة جداً بعد ان تسخن جيدا تؤخذ خبزة وتوضع فوق سطح التاوة حتى تنشف، ثم ترفع وتوضع خبزة ثانية حتى انتهاء الكمية. إذا رغبت برش فلزي، تقوم برش الخبز بشكل سريع بالمهياوة والدهن أو بالبيض والدهن.

## معرض الصور

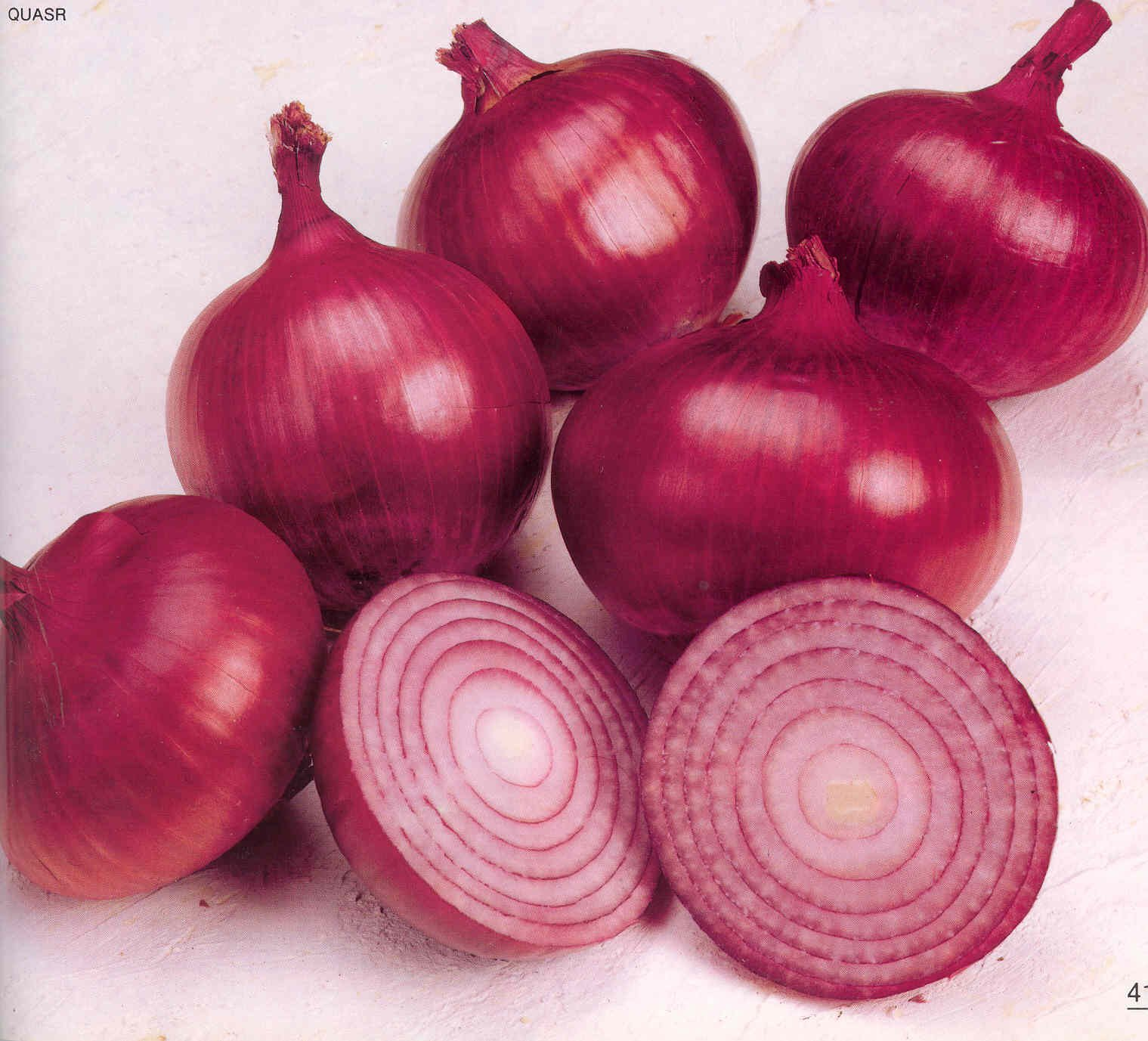
بصل (بصل هندي احمر )
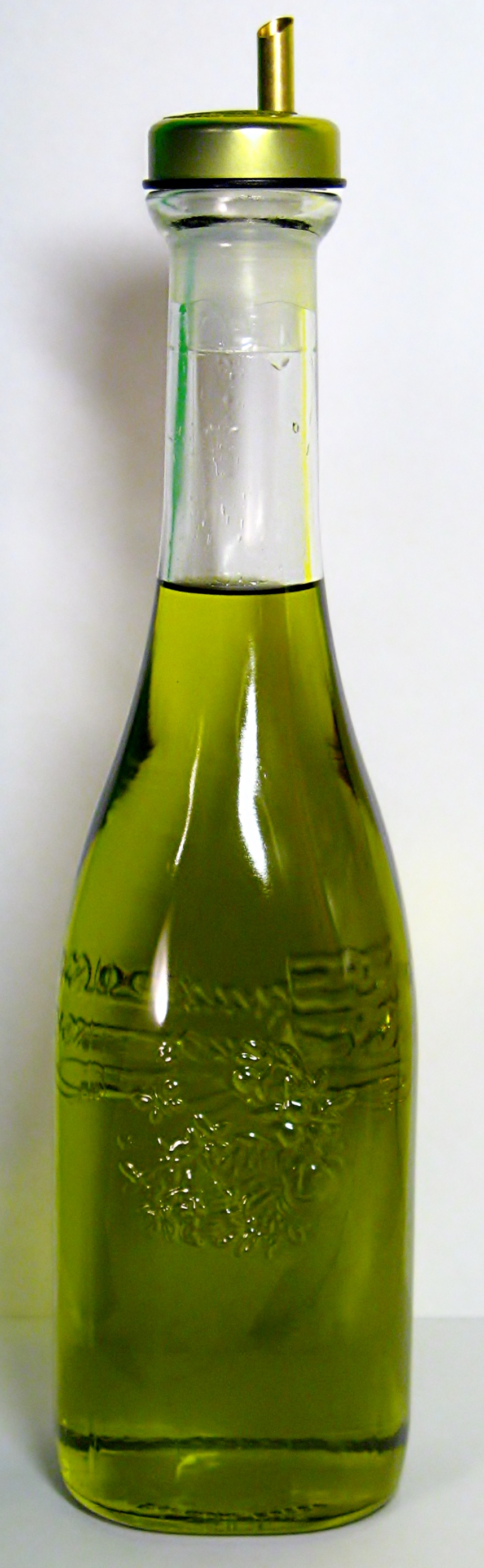
زيت (دهن)